# 류큐가시쥐
류큐가시쥐(Tokudaia osimensis)는 쥐과에 속하는 설치류의 일종이다. 일본 류큐 열도의 아마미오섬의 토착종이다. 자연 서식지는 아열대 습윤 활엽수림이다. 핵형은 홀수 배수성 2n=45이다. 근연종 도쿠노섬가시쥐처럼, Y 염색체와 SRY 유전자를 가지지 않은 극히 일부 포유류 중의 한 종이다. 서식지 파괴와 파편화, 고양이과와 개과 동물 포식자, 도입종 몽구스, 도입종 곰쥐와의 경쟁 등으로 위협을 받고 있다.